# 도라에몽 노비타의 우주개척사
《극장판 도라에몽: 진구의 우주개척사》(映画ドラえもん のび太の宇宙開拓史)은 일본에서 1981년 3월 14일에 개봉했다.

## 줄거리
한 소년과 사람말 하는 축생이 탄 우주선이 다른 거대한 우주선의 공격을 받는다. 참다 못한 소년은 워프를 시도하고, 그쯤에서 진구가 잠에서 깬다. 진구는 SF 꿈을 꿨다고 생각한다. 그후 자이언과 스네오가 찾아오면서 중학생들로부터 공터를 찾아오라는 난제를 떠맡긴다. 이 와중에 말조심을 안해서 중학생들에게 쫓기게 되고, 구덩이에 빠진 노비타는 의식을 잃는다. 시점은 다시 소년과 축생으로 옮겨진다. 소년의 이름은 롯플, 축생의 이름은 챠미. 둘은 우주선이 고장나면서 이상한 공간에 붙들린 상황이란걸 알고, 수리를 위해 창고로 가려 하지만 눈앞엔 전혀 다른 풍경이 나온다. 이후 진구가 깨어나고, 진구는 또 꿈을 꿨다고 여긴다. 이때 자이언과 스네오가 나타나 공터 얘기를 꺼내고, 결국 도라에몽에게 부탁하는 것으로 한다. 당연히 될리가 없는 일이고, 둘은 자면서 생각하기로 한다. 롯플과 챠미는 허기를 채우려 하지만 식량이 부족한 관계로 어쩌질 못하고 있었다. 결국 챠미가 창고 안의 이세계로 가게 되고, 이러면서 약간의 소동이 생긴다. 겨우 상황이 진정되자 진구와 도라에몽은 자기 방 장판 밑이 우주선 창고와 연결되었다는 것을 안다.

## 등장인물
- 도라에몽
- 노진구 (노비타)
- 신이슬 (시즈카)
- 만퉁퉁 (자이안)
- 왕비실 (스네오)
- 롯플
- 챠미
- 가르타이트
- 기라민

## 목소리 출연
- 도라에몽 : 오오야마 노부요
- 노진구 : 오하라 노리코
- 신이슬 : 노무라 미치코
- 만퉁퉁 : 타테카베 카즈야
- 왕비실 : 키모츠키 카네타
- 롯풀 : 스가야 마사코
- 챠미 : 스기야마 카즈코
- 가르타이트 :
- 기라민 :

## 주제가
오프닝
엔딩SPEED - 季節が行く時 (계절이 지나가는 때)